# 손명은
손명은(1979년 7월 8일~ )은 대한민국의 희극 배우이다. 2001년 SBS 공채개그맨 6기로 데뷔하였으나 SBS 6기 이전  5번 본 개그맨 시험에서 연속 탈락했고 데뷔 후 <코미디쇼 오 해피데이> 등에 출연했지만   SBS 코미디가 부진하면서 본인(손명은) 등 6기 개그맨이 설 자리는 없었으며 같은 채널 일일 청춘시트콤 《오렌지》KBS 2TV 일일시트콤 《달려라 울엄마》에 출연하거나 KBS 1TV 《체험 삶의 현장》리포터로 나오면서 간신히 방송활동을 하기도 했다. 2011년 2월 결혼과 동시에 연예계에서 은퇴하였다.

## 방송

### 드라마
- 2002년 SBS 시트콤 《오렌지》
- 2003년~2004년 KBS2 시트콤 《달려라 울엄마》- 이명은 역
- 2007년 SBS 어린이드라마 《고스트 팡팡》- 음악 선생님 역
- 2007년 SBS 금요드라마 《8월에 내리는 눈》
- 2007년 MBC 에브리원 《와인따는 악마씨》- 미스 김 역

### 예능
- SBS 《웃찾사》 2006년 맨발의 코봉이, 2009년 으라차차 정감독
- 2008년 MBC 드라마넷 《MT왕》

### 영화
- 2004년 돈 텔 파파
- 2007년 상사부일체

## 뮤지컬
- 2006년 어린이 뮤지컬 <큐빅스 대모험>

## 수상
- 2001년 SBS 신인개그맨 은상 수상

## 에피소드
그녀는 유학스테이션 대표 황제헌씨와 2011년 2월 19일 결혼식을 올렸다. 2월 14일 그녀의 웨딩화보가 공개되었고 결혼 후 활동을 접고 당분간 내조에 전념할 계획으로 알려졌다.